# Sede Boker
Sede Boker (hebr. שדה בוקר) – kibuc położony w samorządzie regionu Ramat ha-Negew, w Dystrykcie Południowym, w Izraelu.
Leży w środkowej części pustyni Negew.
Członek Ruchu Kibuców (Ha-Tenu’a ha-Kibbucit).

## Historia
Kibuc został założony 15 maja 1952. W latach 1953–1955 i od 1970 aż do swojej śmierci w 1973 mieszkał tutaj Dawid Ben Gurion. W Sede Boker znajduje się jego grób. Dawid Ben Gurion popierał osadnictwo na Negewie i był inicjatorem założenia w 1967 winnic w Sede Boker.

## Gospodarka
Gospodarka kibucu opiera się na rolnictwie i uprawach winorośli.
Agronomowie ze stacji doświadczalnej mieszają wodę słoną z doprowadzaną wodociągiem wodą słodką, dobierając odpowiednie proporcje do hodowli winogron. W ten sposób hodowane winorośle rodzą więcej owoców, które charakteryzują się cienką skórką i wyższą zawartością cukru. Podobną metodę podlewania stosuje się w uprawach pomidorów.

## Komunikacja
Przy kibucu przebiega droga ekspresowa nr 40 (Kefar Sawa-Ketura).

## Osoby związane z kibucem
- Dawid Ben Gurion – pierwszy premier Izraela, uważany za jednego z twórców państwa i „Ojca Narodu”. Po wycofaniu się z życia politycznego zamieszkał w tutejszym kibucu.